# Maria-preta-de-penacho
Caça-moscas-preto-de-poupa ou maria-preta-de-penacho (Knipolegus lophotes) é uma espécie de ave da família Tyrannidae. É uma ave de plumagem totalmente negra possuindo um penacho bastante característico no alto de sua cabeça, de onde provém seu nome popular.

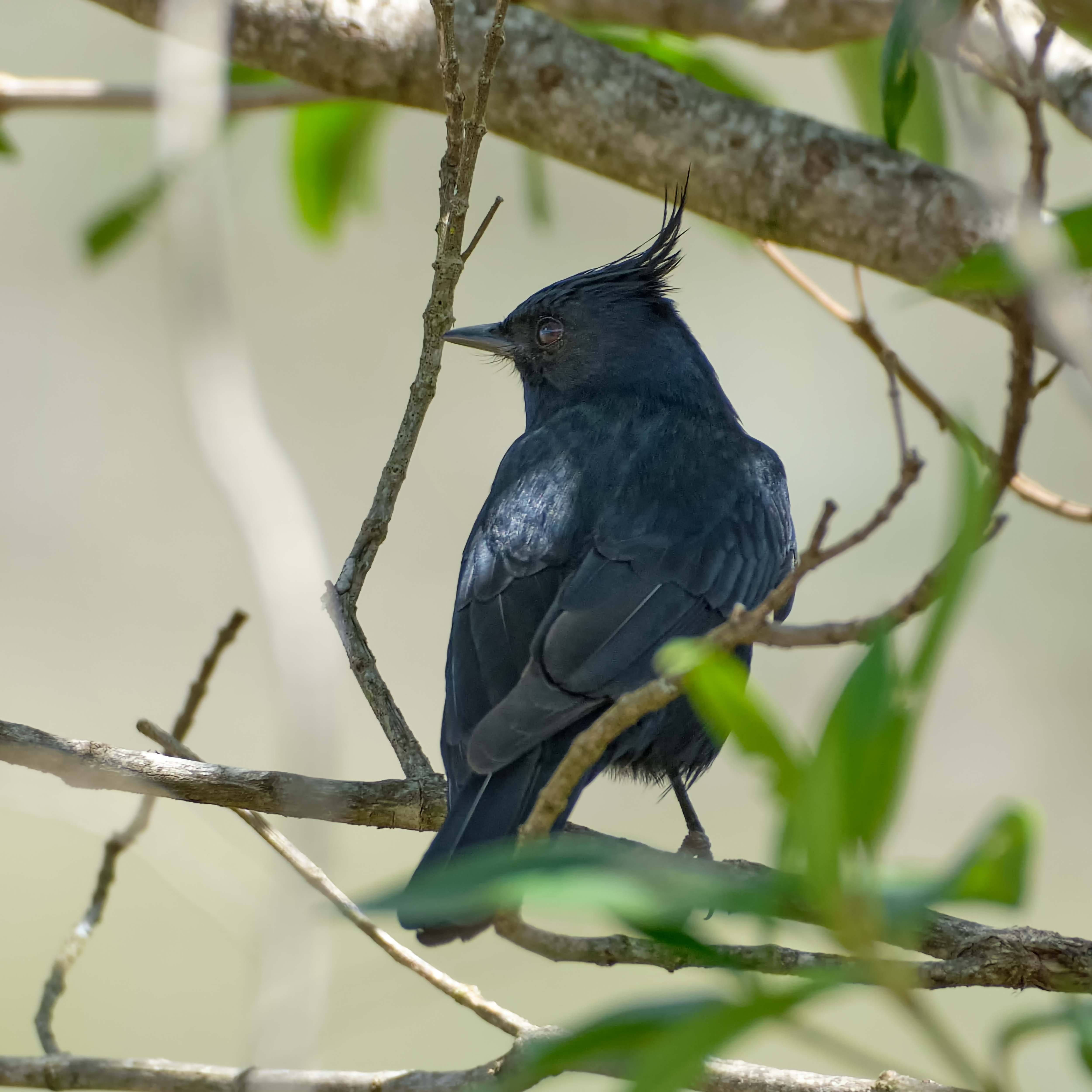
Maria-preta-de-penacho (Knipolegus lophotes) -Serra da Canastra, MG

Pode ser encontrada nos seguintes países: Brasil, Paraguai e Uruguai, sendo que no Brasil também é conhecida por maria-preta (Minas Gerais) e maria-preta-de-topete.
Os seus habitats naturais são: savanas áridas e pastagens. Vive em casal, pousando em galhos de arbustos, árvores ou fiação nas áreas urbanas. Alimenta-se de pequenos insetos que captura durante o voo, e frutos.